# Production Office
Production Office – kanadyjski film komediowy z 2008 roku w reżyserii Steve'a Solomsona i Deborah Marks.

## Obsada
- Lindsay Ames - Tracy
- George Buza - Big John
- Maury Chaykin - Shelly
- Richard Clarkin - Dick
- Shauna MacDonald - Jane
- Brandon McGibbon - Justy
- Tim Rozon - Double D